# Тульский государственный педагогический университет имени Л. Н. Толстого
Тульский государственный педагогический университет им. Л. Н. Толстого — педагогическое высшее учебное заведение в Туле, одно из лидирующих образовательных учреждений высшего образования Тульской области. С июля 1958 года носит имя Льва Николаевича Толстого, полное наименование — Федеральное государственное бюджетное образовательное учреждение высшего образования «Тульский государственный педагогический университет им. Л. Н. Толстого».
В структуре ТГПУ им. Л. Н. Толстого 5 институтов и 8 факультетов, 7 инновационных научных центров, 12 лабораторий, 2 мегалоборатории и 3 студенческих конструкторских бюро. С 2022 г. ректором ТГПУ им. Л. Н. Толстого является кандидат политических наук Константин Андреевич Подрезов.

## История

### «Довоенный» и «военный» периоды
Тульский педагогический институт (ТПИ) был образован в 1938 году на основании Постановления Совета Народных Комиссаров РСФСР № 315 от 19 сентября 1938 г. как самостоятельное высшее учебное заведение. Институт разместился в особняке Лугининых в центре Тулы. На первый курс трёх факультетов (исторического, русского языка и литературы, физико-математического) было принято 156 человек. Преподавательский коллектив института на 5 кафедрах вуза состоял из 21 человека. Первым директором института стал Карп Илларионович Чирва.
В 1939 году его сменил Алексей Моисеевич Богданов, который почти полтора десятилетия возглавлял институт в годы войны и первые послевоенные годы. В 1939 году впервые был осуществлён приём на заочное отделение педагогического института, в апреле 1940 года в ТПИ была защищена первая кандидатская диссертация Н.А. Коноплёвым. В 1940/1941 учебном году подготовлены уже 4 кандидатские диссертации.
Нападение фашистской Германии на Советский Союз изменило жизнь и Тульского педагогического института, который в июньские дни 1941 года завершал свой третий учебный год. Многие студенты и преподаватели института в первые дни войны ушли на фронт добровольцами. В боях за Родину погибли: декан физико-математического факультета доцент П.В. Соловьёв, старший преподаватель С.Т. Зотов, студенты Г. Демыкин, И. Орлов, И. Исакин, И. Дронов, Ю. Потёмкин, Н. Рождественский, М. Назаров, Ш. Ревишвили и другие. Их имена занесены на мемориальную доску преподавателей и студентов, погибших на фронтах Великой Отечественной войны. Несмотря на трудности вуз продолжал своё развитие и в военное время: в 1944 году в институте был открыт факультет иностранных языков.

### «Послевоенный» период
В первый послевоенный год в вузе обучалось 579 человек на дневном отделении и 1764 человека – на заочном. В послевоенные годы было создано первое студенческое научное общество. В мае 1948 года организована первая конференция. В дальнейшем студенческие научные конференции стали проводиться ежегодно. В 1949 году была открыта аспирантура по 8 специальностям.
В 1956 году ректором института стал кандидат исторических наук, доцент Николай Иванович Шмараков, проработавший в этой должности 16 лет. В начале 60-х годов были введены в строй новые учебные корпуса и студенческие общежития института.
18 июля 1958 года Совет Министров РСФСР принял Постановление № 819 о присвоении Тульскому государственному педагогическому институту имени писателя Льва Николаевича Толстого.

### Вторая половина XX века
С 1960 года в институте регулярно проводятся Толстовские чтения, которые в настоящее время приобрели международный статус. Вуз стал центром изучения жизни и творчества великого русского писателя. С 1995 года в вузе открыта мемориальная комната Л.Н. Толстого, в которой представлена большая коллекция книг, брошюр, газет, связанных с именем классика. Среди них представлены и прижизненные издания произведений великого земляка.
В эти годы вуз активно развивался. Были образованы следующие факультеты: факультет учителей начальных классов, факультет дополнительных профессий, химико-биологический факультет, а физико-математический факультет разделился на два самостоятельных факультета – математический и физико-технический.
В ноябре 1967 года институт получил статус вуза первой категории.
С 1972 года по 1978 год институт возглавлял кандидат исторических наук, доцент Владимир Николаевич Молчанов. В 1977 году, к своему 40-летию, институт получил ещё один, ставший главным, учебный корпус № 4. В 1977 году были открыты факультет физической культуры и факультет русского языка по обучению иностранных граждан. Физико-технический факультет в 1978 году преобразован в два самостоятельных факультета: физический и индустриально-педагогический, а историко-филологический – в исторический и филологический факультеты. Открываются музеи: археологический, зоологический и истории института.
С 1978 года по 1981 год ректором института был назначен член-корреспондент Академии педагогических наук, доктор физико-математических наук, профессор Виктор Анатольевич Буравихин. В это время в университете возводятся два новых современных общежития.
С 1981 года по 1992 год институт работал под руководством кандидата филологических наук, профессора Евгения Георгиевича Сапогова.
В 1990 году выпускник филологического факультета Александр Евгеньевич Сутормин стал первым победителем всесоюзного конкурса «Учитель года». Главную награду – «Хрустальный пеликан» – Сутормину вручал президент СССР М.С. Горбачёв.
В 1992 году вуз возглавила доктор педагогических наук, профессор Надежда Анатольевна Шайденко.
В 1995 году Тульскому государственному педагогическому институту им. Л.Н. Толстого приказом Министерства образования Российской Федерации № 7 от 10 января был присвоен статус университета.
В 1996 году при университете открыты региональные отделения Российской академии естественных наук, Академии гуманитарных наук, Международной академии образования. С октября 1997 года ТГПУ им. Л.Н. Толстого является действительным членом Международной ассоциации преподавателей русского языка и литературы. В ноябре 1997 года Тульский государственный педагогический университет им. Л.Н. Толстого принят в Международную Ассоциацию Университетов при ЮНЕСКО.

### Начало XXI века
В 2000 году в университете открыт факультет психологии, а через два года – факультет искусств и гуманитарных наук.
В 2002 году ТГПУ им. Л.Н. Толстого стал дипломантом конкурса Министерства образования РФ «Внутривузовские системы обеспечения качества подготовки специалистов».
В 2005 году совместно с Католическим институтом г. Майнц (Германия) начата реализация программы «Краткосрочные академические обмены в области учебных практик (ознакомительных поездок)», позволяющей студентам проходить практику на территории вуза-партнёра по согласованным учебным планам и программам.
В 2008 году университет отмечал своё 70-летие. В честь этого события 8 августа на высочайшей точке Европы – горе Эльбрус – делегацией студенческого совета был водружён флаг ТГПУ им. Л.Н. Толстого.
В том же году в университете состоялся первый выпуск магистров. На факультете искусств и гуманитарных наук были защищены магистерские диссертации по направлению подготовки «Религиоведение».
В 2009 году вуз стал лауреатом конкурса «Золотая медаль «Европейское качество» в номинации «100 лучших вузов России», победив в номинации «Лучший профильный вуз России». В том же году вуз был внесён в Национальный реестр «Ведущие образовательные учреждения России».
18 сентября 2009 года Тульский государственный педагогический университет им. Л.Н. Толстого первым из российских педагогических вузов присоединился к Великой хартии университетов в г. Болонья (Италия), объединяющей 655 лидирующих вузов из восьмидесяти стран.
2010 год был ознаменован большими достижениями: университет стал дипломантом первого Всероссийского конкурса в области менеджмента качества Всероссийской организации качества, был включён в число участников системы «ЕВРОС» и зарегистрирован в Еврорегистре Европейской Организации Качества. Кроме того, вуз стал лауреатом национального конкурса «Национальный знак качества» и был внесён в одноимённый реестр, стал лауреатом Межрегионального конкурса «Лучшие вузы ЦФО – 2010».
В январе 2010 года Учёный Совет и Студенческий Совет университета приняли решение о возрождении Александро-Невской церкви в помещении 1-го учебного корпуса ТГПУ им. Л.Н. Толстого. В марте состоялось торжественное освящение креста домового храма Святого благоверного князя Александра Невского, восстанавливаемого в стенах вуза, и первое заседание Попечительского Совета храма в присутствии и с благословения Митрополита Тульского и Белёвского Алексия.
Выпускник естественнонаучного факультета университета, аспирант ТГПУ им. Л.Н. Толстого, преподаватель биологии из Волхонщинской средней школы Плавского района Андрей Гарифзянов стал абсолютным победителем Всероссийского конкурса «Учитель года». Это была уже вторая победа выпускника тульского педагогического вуза в главном учительском конкурсе России.
В июне 2012 года решением конференции трудового коллектива ректором университета был избран доктор физико-математических наук, профессор, член-корреспондент Международной академии наук педагогического образования, действительный член Академии информатизации образования Владимир Алексеевич Панин.
В том же году на территории студгородка ТГПУ им. Л.Н. Толстого в рамках программы политической партии «Единая Россия» «500 бассейнов» открылся плавательный бассейн.
Вуз вошёл в Национальный Реестр «Ведущие научные организации России» на основании предложения Комитета Тульской области по инновациям и информатизации, а также стал победителем третьего Всероссийского конкурса в области менеджмента качества Всероссийской организации качества.
Осенью 2013 года Тульский государственный педагогический университет им. Л.Н. Толстого отметил своё 75-летие. В вузе прошли торжества, на которых присутствовали представители исполнительной и законодательской властей региона, силовых структур, партнёров университета из России и десятков стран всех континентов.
2014 год отмечен высокими спортивными достижениями: студентка ТГПУ им. Л.Н. Толстого Елизавета Базарова завоевала золото Кубка России по плаванию, установив рекорд России, две золотые медали на седьмом этапе Кубка мира по плаванию в Сингапуре, а магистрант факультета физической культуры ТГПУ им. Л.Н. Толстого  Артур Вартеварян стал бронзовым призёром Кубка мира по рукопашному бою.
В 2015 году приказом Минобрнауки № 291/нк от 31.03.2015 на базе ТГПУ им. Л.Н. Толстого был открыт объединённый диссертационный совет на соискание учёной степени кандидата и доктора наук по специальностям: общая педагогика, история педагогики и образования и теория и методика профессионального образования.
В 2016 году в университете открыт инжиниринговый центр «Цифровые средства производства».
В 2016 году ТГПУ им. Л.Н. Толстого на основании предложения Министерства промышленности и топливно-энергетического комплекса Тульской области включён в Национальные реестр «Ведущие научные организации России».
В 2016 году университет стал победителем ежегодной региональной премии «Тульский бренд-2016».
В 2022 году был открыт институт туризма и креативных индустрий. Институт  ведет подготовку специалистов  по программам обучения "туризм", "гостиничное дело", "организация работы с молодёжью".
В 2024 году факультет искусств социальных и гуманитарных наук прекратил свое существование, был открыт институт детства

## Руководители
Директорами (ректорами) вуза были:
- Первым директором института в 1938 году стал Карп Илларионович Чирва.
- В 1939 году его сменил Алексей Моисеевич Богданов, который возглавлял институт в тяжёлые годы войны и первые послевоенные годы.
- С сентября 1953 года по сентябрь 1954 года директором института был Иван Яковлевич Романов.
- С сентября 1954 года по июнь 1956 года директором являлся кандидат исторических наук, доцент Тимофей Фомич Куклин.
- В 1956 году директором института стал кандидат исторических наук, доцент Николай Иванович Шмараков. В 1961 году он был утверждён в должности ректора. Он умер в 1972 году, после чего несколько месяцев обязанности ректора исполнял проректор по учебной работе, доктор педагогических наук, профессор Николай Антонович Сорокин.
- С 1972 по 1978 год институт возглавлял кандидат исторических наук, доцент Владимир Николаевич Молчанов.
- С 1978 по 1981 год ректором института был назначен член-корреспондент Академии педагогических наук, доктор физико-математических наук, профессор Виктор Анатольевич Буравихин.
- С 1981 года по 1992 год институт работал под руководством кандидата филологических наук, профессора Евгения Георгиевича Сапогова.
- В 1992 году вуз возглавила доктор педагогических наук, профессор Надежда Анатольевна Шайденко.
- В июне 2012 года решением конференции трудового коллектива ректором университета был избран доктор физико-математических наук, профессор, член-корреспондент Международной академии наук педагогического образования, действительный член Академии информатизации образования Владимир Алексеевич Панин.
- В декабре 2021 года на конференции работников и обучающихся университета ректором посредством тайного голосования был избран проректор по научно-исследовательской работе, кандидат политических наук Константин Андреевич Подрезов.

## Университет сегодня
В настоящее время в ТГПУ им. Л. Н. Толстого на 13 факультетах и 29 кафедрах в рамках 17 укрупнённых групп специальностей и направлений подготовки реализуется 143 основные профессиональные образовательные программы высшего образования, по которым учатся более 6000 студентов – граждан Российской Федерации и стран дальнего и ближнего зарубежья. Университет осуществляет подготовку кадров по образовательным программам высшего образования, реализует основные общеобразовательные программы (лицей при ТГПУ им. Л.Н. Толстого), основные программы профессионального обучения, дополнительные профессиональные программы и дополнительные общеобразовательные программы. В настоящее время ТГПУ им. Л.Н.Толстого является единственным вузом в регионе, ведущим подготовку педагогических кадров для системы высшего образования Тульской области.
В структуре университета выделяются:
факультеты:
- физико-математический;
- Институт передовых информационных технологий;
- иностранных языков;
- русской филологии и документоведения;
- истории и права;
- Институт инновационных образовательных практик;
- психологии;
- технологий и бизнеса;
- Институт туризма и креативных индустрий;
- естественных наук;
- физической культуры;
- Институт  русского языка как иностранного;
- Институт детства;

научные центры:
- Центр разработки совместных образовательных программ;
- Центр региональных исторических исследований;
- Центр русского языка и региональных лингвистических исследований;
- Центр «Химреактивдиагностика»;
- Научно-образовательного центр Российской академии образования при ТГПУ им. Л.Н. Толстого;
- Инжиниринговый центр «Цифровые средства производства»;
- Центр технологического превосходства «Передовые химические и биотехнологии»;

научно-исследовательские лаборатории:
- научно-исследовательская лаборатория «Проектирование системы оценивания результатов образовательного процесса»;
- научно-исследовательская ветеринарная лаборатория;
- научно-исследовательская лаборатория поверхностного упрочнения и длительности прочности конструкционных материалов;
- учебно-научная лаборатория «Палата древностей»;
- научно-исследовательская лаборатория по социологии, культурному туризму и прикладной этике;
- научно-исследовательская лаборатория «Когнитивно-дискурсивная лингвокультурология и стилистика»;
- научная лаборатория «Инновационные образовательные технологии»;
- научно-исследовательской лаборатории «Математическое моделирование технических систем»;
- молодежная научно-исследовательская лаборатория химии и экологии почв.

лицей при ТГПУ им. Л.Н. Толстого.
В 2021 году ТГПУ им. Л.Н. Толстого стал участником научно-образовательного центра мирового уровня «ТулаТЕХ». В рамках программы было профинансировано создание пяти современных лабораторий Центра технологического превосходства «Передовые химические и биотехнологии»:
- Испытательно-аналитическая лаборатория;
- Биотехнологическая лаборатория;
- Микробиологическая лаборатория;
- Лаборатория биогеохимии;
- Лаборатория химического дизайна.

Открытие Центра состоялось 9 февраля 2022 года.
На базе Центра технологического превосходства реализуются образовательные программы бакалавриата, специалитета, магистратуры и аспирантуры факультета естественных наук ТГПУ им. Л.Н. Толстого.
В биотехнологической лаборатории создан уникальный племенной инсектарий для разведения мух и личинок Чёрная Львинка, с использованием которых разрабатываются экологически чистые способы безотходной переработки органических отходов с получением ценных белковых кормов, зоогумуса, косметических и фармацевтических препаратов (меланин, хитозан, антибиотики, витамины). Инсектарий является опытной площадкой для апробации и развития роботизированных технологий разведения насекомых с применением искусственного интеллекта. Индустриальным партнёром проекта выступает ООО «Львинка» (г. Тула).
На базе учебного корпуса № 3 действует Технопарк универсальных педагогических компетенций «Учитель будущего поколения России». В Технопарке организована работа для педагогического проектирования, приобретения студентами опыта реализации междисциплинарных и метапредметных проектов, организации исследовательской работы, формирования функциональной грамотности, а также площадка для проведения оценочных процедур в рамках мониторинга качества педагогического образования.
Специалисты Технопарка проводят мастер-классы и курсы по 3D-моделированию и работе с технологиями виртуальной и дополненной реальности.

### Инфраструктура
Инфраструктура вуза включает в себя пять современных учебных корпусов общей площадью 35160 кв.м. и четыре здания общежития (на 1300 мест) общей площадью 21937 кв.м., в которых находятся три игровых и один гимнастический спортивный залы, три тренажёрных зала, научно-исследовательские лаборатории, издательский и научно-образовательный библиотечно-информационный (НОБИ) центры.
Два корпуса университета расположены в историческом центре города Тулы.
Корпус № 5 находится в здании бывшего пансиона благородных девиц по адресу: Черниковский переулок, 1А. Имеет статус объекта культурного наследия федерального значения.
Корпус № 1 расположен в особняке купцов Лугининых. Он находится по адресу Менделеевская улица, 7.
Основная часть университетских корпусов, а также общежитий находятся на проспекте Ленина.
На территории студгородка расположен закрытый физкультурно-оздоровительный комплекс с плавательным бассейном и современный открытый спортивный комплекс, включающий в себя футбольное, волейбольное и баскетбольные поля, площадки для бадминтона, беговые дорожки, теннисные корты.
Для организации питания обучающихся и работников университета на территории студгородка расположен комбинат общественного питания с тремя обеденными залами (в т.ч. зал диетического питания), в каждом учебном корпусе расположен буфет.
Университет располагает санаторием-профилакторием общей площадью 1187,9 кв.м. и числом стационарных койко-мест на 50 человек с возможностью оздоровления 1050 студентов ежегодно. Санаторий-профилакторий оборудован современными медицинскими аппаратами, позволяющими осуществлять более 15 видов обследований, включая ультразвуковые обследования, и предоставлять более 30 видов медицинских услуг.

## Рейтинги и достижения
Сегодня ТГПУ им. Л.Н. Толстого:
- член Обсерватории Великой Хартии университетов при Болонском университете (г. Болонья, Италия);
- член Международной ассоциации университетов при ЮНЕСКО (IAU);
- член Международной ассоциации преподавателей русского языка и литературы (МАПРЯЛ);
- член (филиал) Международной академии наук педагогического образования (МАНПО);
- член Европейской ассоциации учреждений высшего образования (EURASHE);
- член Межгосударственной ассоциации постдипломного образования (МАДПО);
- коллективный член учебно-методических объединений по профессиональному образованию на базе 14 ведущих российских вузов;
- партнёр Россотрудничества с 2012 г., что позволяет осуществлять Федеральные проекты, направленные на продвижение русского языка и Российского образования за рубежом;
- осуществляет проекты, финансируемые европейской комиссией в рамках программы «ТЕМПУС»: TUNING (2011-2013 гг.) и VALERU (2013-2016 гг.);
- член Евразийской ассоциации педагогических университетов (с 2015 года).

ТГПУ им. Л.Н. Толстого осуществляет проекты, финансируемые европейской образовательной программой ERASMUS+ (2015-2017); является членом экспертного совета Министерства образования и науки Российской Федерации по развитию ДПО в высшей школе.
В рейтинге российских вузов ARES-2016, составленным Европейской научно-промышленной палатой, по итогам 2016 года ТГПУ им. Л.Н. Толстого получил категорию B, что подразумевает надёжное качество преподавания, научной деятельности и востребованность выпускников.
В 2001 году университет стал дипломантом конкурса Министерства образования РФ «Внутривузовские системы обеспечения качества подготовки специалистов».
В 2009 году вуз стал лауреатом конкурса «Золотая медаль «Европейское качество» в номинации «100 лучших вузов России», победив в номинации «Лучший профильный вуз России». В этом же году ТГПУ им. Л.Н. Толстого в Болонском университете (Болонья, Италия) подписал Великую Хартию Университетов, войдя в число 655 лучших университетов мира. Также в 2009 году вуз был внесён в Национальный реестр «Ведущие образовательные учреждения России».
В 2010 году университет стал дипломантом Всероссийского конкурса в области менеджмента качества ВОК; был включён в число участников системы ЕВРОС и зарегистрирован в Еврорегистре Европейской Организации Качества; стал лауреатом Межрегионального конкурса «Лучшие вузы ЦФО — 2010». Также в этом году ТГПУ им. Л.Н. Толстого стал лауреатом национального конкурса «Национальный знак качества» и был внесён в официальный реестр «Национальный знак качества».
В 2012 году университет стал победителем III Всероссийского конкурса в области менеджмента качества Всероссийской организацией качества.
По итогам конкурса Рособрнадзора 2012 года, проводимого в целях развития системы внешней независимой оценки качества подготовки выпускников, стимулирования деятельности образовательных учреждений в области обеспечения гарантий качества профессионального образования, ТГПУ им. Л.Н. Толстого  вошёл в двадцатку лидеров (занял 18 место) среди высших учебных заведений РФ, заявленных на конкурс.
В 2012 году две образовательные программы высшего образования («Математическое обеспечение и администрирование информационных систем», «Химия») и дополнительная образовательная программа профессиональной переподготовки «Перевод и межкультурная коммуникация» успешно прошли процедуру общественно-профессиональной аккредитации с участием экспертов Автономной некоммерческой организации «Агентство по контролю качества образования и развития карьеры» (АККОРК).
В 2012 году в рамках выигранного Госконтракта с Россотрудничеством университетом успешно проведён комплекс научно-методических мероприятий по проблемам преподавания русского языка как иностранного для русистов университетов, школ и колледжей Западной Индии и соотечественников, проживающих в Мумбайском консульском округе.
В период с 2012 по 2014 годы образовательные программы университета «История», «Химия» и «Педагогическое образование» по результатам широкого экспертного опроса неоднократно признавались победителями во Всероссийском проекте «Лучшие образовательные программы инновационной России», проводимого Гильдией экспертов в сфере профессионального образования и Национальным центром общественно-профессиональной аккредитации.
В 2013 году, в целях продвижения российского образования и укрепления положительного имиджа страны за рубежом, университетом совместно с центральным аппаратом Россотрудничества и представительством Агентства в Финляндии была успешно организована и проведена II Неделя русского языка, российского образования и культуры для российских соотечественников и иностранных граждан.
В 2014, 2015, 2016 годах вуз по итогам народного голосования стал победителем ежегодного регионального конкурса «Тульский бренд» в номинации «Образование».
В 2015 году на базе ТГПУ им. Л.Н. Толстого открыт объединённый диссертационный совет на соискание учёной степени кандидата и доктора наук по специальностям: общая педагогика, история педагогики и образования и теория и методика профессионального образования. В этом же году Совет содружеств иностранных студентов ТГПУ им. Л.Н. Толстого получил Диплом третьей степени Всероссийского конкурса на лучшую организацию деятельности органов студенческого самоуправления. В 2015 году программа развития деятельности студенческих объединений ТГПУ им. Л.Н. Толстого «Сохраняя традиции – созидаем будущее» была поддержана Министерством образования и науки РФ.
В 2016 году программа «ТГПУ им. Л.Н. Толстого – вуз здорового образа жизни» по профилактике асоциального поведения и формирования безопасного образа жизни отмечена дипломом I степени Всероссийского конкурса «Жизнь без опасности и безопасная образовательная среда». В 2016 году в университете открыт инжиниринговый центр «Цифровые средства производства»; Всероссийская Толстовская олимпиада получила статус олимпиады 3 уровня по литературе и истории; ТГПУ им. Л.Н. Толстого включён в Национальные реестр «Ведущие научные организации России».
В 2021 году университет попал в список кандидатов в конкурсе по программе «Приоритет 2030», которая определила направление развития вуза до марта 2030 года.  
Студенты и выпускники ТГПУ им. Л.Н. Толстого проходят учебные и производственные практики в образовательных учреждениях региона, организациях и предприятиях различного уровня собственности. Среди них:
- Правительство Тульской области;
- ОАО «Сбербанк России»;
- ООО «СофтЭксперт»;
- Тульский региональный фонд «Центр поддержки предпринимательства»;
- Союз «Тульская торгово-промышленная палата»;
- МБУК «Центр народного творчества и кино».

## Известные выпускники
Среди выпускников ТГПУ им. Л.Н. Толстого – известные деятели науки, образования, культуры и спорта:
- Владимир Петрович Гриценко, директор Государственного музея-заповедника "Куликово поле", Лауреат Государственной премии Российской Федерации в области литературы и искусства (2007);
- Валентина Львовна Казакова;
- Валентина Платоновна Полухина;
- Людмила Львовна Кацеро;
- Татьяна Владимировна Максимова, учитель-биолог, Заслуженный учитель РФ, Почетный гражданин города-героя Тулы;
- Александр Рогов;
- Виталий Егоров;
- Ольга Слюсарева;
- Дарья Абрамова;
- Олег Хафизов;
- Роман Шмараков;
- Владимир Николаевич Молчанов;
- Надежда Анатольевна Шайденко;
- Ярцев Сергей Владимирович;
- Миляев Дмитрий Вячеславович, губернатор Тульской области с 12 сентября 2024 года